# S.S. Van Dine
Œuvres principales
- L'Affaire du canari (1927)

Willard Huntington Wright (Charlottesville, Virginie, 15 octobre 1888 - New York, 11 avril 1939) est un critique d'art, un scénariste et un écrivain américain, mieux connu sous le pseudonyme de S. S. Van Dine, créateur de Philo Vance, détective de romans policiers publiés entre 1926 et 1939.

## Biographie
Frère de l'artiste Stanton Macdonald-Wright (en), Willard Huntington Wright s'inscrit à Harvard et parachève ses études en arts sur le continent européen. De retour en Amérique, il devient un influent critique d'art et de littérature pour le Los Angeles Times. Il signe à cette époque un roman naturaliste (The Man of Promise) et une poignée de nouvelles, en plus d'occuper la fonction d'éditeur du réputé magazine new-yorkais The Smart Set. En 1915, il fait paraître chez John Lane sous son nom un essai sur la peinture moderne, Modern Painting: Its Tendency and Meaning, et une étude de la philosophie de Nietzsche qui rencontrent un certain écho dans les milieux intellectuels américains, mais peu de succès en librairie.

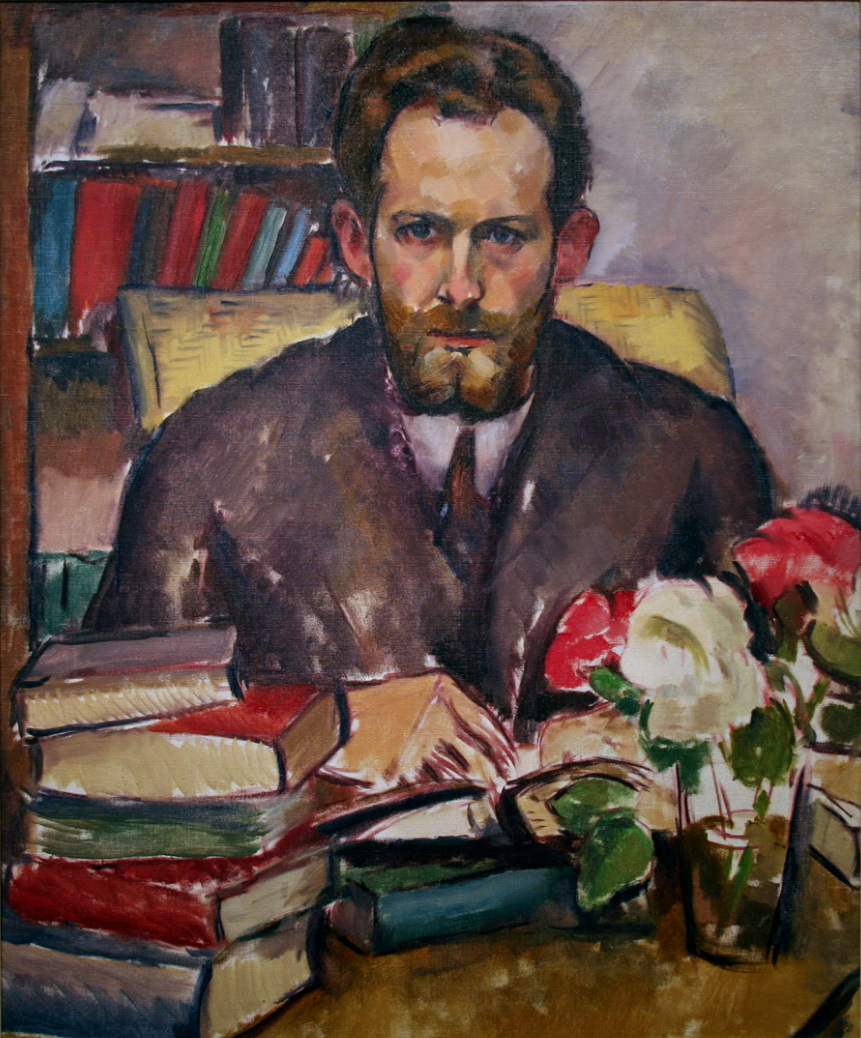
Portrait de S.S Van Dine (1913-1914) par son frère Stanton Macdonald-Wright.

En 1923, victime d'une dépression causée par une surcharge de travail et d'un début de tuberculose, il doit cesser toutes activités et garder le lit pendant deux ans.  Pour tromper l'ennui, il se plonge dans plusieurs centaines de romans criminels et d'ouvrages sur la criminologie.  Sur ces solides bases, il amorce l'écriture de trois fictions policières, dont le héros récurrent est Philo Vance, détective aussi riche et raffiné qu'imbu de lui-même.  En 1926, il publie sous le pseudonyme S.S. Van Dine La Mystérieuse Affaire Benson qui fracasse des records de vente.  Jusqu'en 1939 paraîtront douze romans policiers de la série Philo Vance.
Le succès public rencontré par les aventures de Philo Vance entraîne leurs adaptations au cinéma et à la radio.  À plusieurs reprises, S.S. Van Dine écrit lui-même les scénarios ou y collabore.  Entre 1929 et 1947, Hollywood produit une quinzaine de films mettant en vedette Philo Vance, incarné tour à tour par William Powell (à cinq reprises), Basil Rathbone, Paul Lukas, Edmund Lowe, Wilfrid Hyde-White, Grant Richards, James Stephenson et Alan Curtis. 
En plus de ses activités de romancier, Wright est également connu pour sa participation à l'anthologie The World's Great Detective Stories (1928). Il a aussi édicté les fameuses Vingt règles du roman policier, publiées en 1928 dans The American Magazine.
Dans les années 1930, à la demande des studios Warner, S.S. Van Dine écrit quelques nouvelles ayant pour héros le Dr Crabtree et l'inspecteur Carr, qui donneront lieu à une série de courts métrages. Ces nouvelles, restées inédites à l'époque, sont aujourd'hui considérées perdues.

## Œuvre

### Romans

#### SériePhilo Vance
- The Benson Murder Case (1926) Publié en français sous le titre La Mystérieuse Affaire Benson, Paris, Gallimard, coll. Les Chefs-d'œuvre du roman d'aventures, 1928 ; réédition sous le titre L'Affaire Benson dans S.S. Van Dine, vol. 1, Paris, Librairie des Champs-Élysées, coll. Les Intégrales du Masque, 1999
- The Canary Murder Case (1927) Publié en français sous le titre L'Assassinat du canari, Paris, Gallimard, coll. Les Chefs-d'œuvre du roman d'aventures, 1930 ; réédition, Paris, Denoël, coll. Oscar no 13, 1952 ; réédition dans S.S. Van Dine, vol. 1, Paris, Librairie des Champs-Élysées, coll. Les Intégrales du Masque, 1999 Publié en français dans une traduction revue et complétée sous le titre L'Affaire du canari, Paris, 10/18 no 1847, 1987
- The Greene Murder Case (1928) Publié en français sous le titre La Série sanglante, Paris, Gallimard, coll. Les Chefs-d'œuvre du roman d'aventures, 1931 ; réédition dans S.S. Van Dine, vol. 1, Paris, Librairie des Champs-Élysées, coll. Les Intégrales du Masque, 1999
- The Bishop Murder Case (1929) Publié en français sous le titre Le Fou des échecs, Paris, Gallimard, coll. Les Chefs-d'œuvre du roman d'aventures, 1932 ; réédition, Paris, Le Livre de poche policier, 1968 Publié en français dans une traduction revue et complétée sous le titre L'Affaire de l'évêque, Paris, 10/18 no 1846, 1987
- The Scarab Murder Case (1930) Publié en français sous le titre L'Affaire du scarabée, Paris, Gallimard, coll. Les Chefs-d'œuvre du roman d'aventures, 1932
- The Kennel Murder Case (1933) Publié en français sous le titre Le Chien mort, Paris, Gallimard, coll. Détectives no 7, 1933 Publié en français dans une traduction revue et complétée sous le titre L'Affaire du scotch-terrier, Paris, 10/18 no 1850, 1987
- The Dragon Murder Case (1933) Publié en français sous le titre Le Meurtre du dragon, Paris, Gallimard, coll. Détectives no 18, 1934
- The Casino Murder Case (1934) Publié en français sous le titre Le Crime du casino, Paris, Gallimard, coll. Le Scarabée d'or no 19, 1938
- The Garden Murder Case (1935) Publié en français sous le titre La Mort au jardin, Paris, Gallimard, coll. Le Scarabée d'or no 26, 1940
- The Kidnap Murder Case (1936) Publié en français sous le titre Un enlèvement, Paris, Gallimard, coll. Le Scarabée d'or no 25, 1938
- The Gracie Allen Murder Case ou The Smell of Murder (1937) Inédit en français
- The Winter Murder Case (1939) Publié en français sous le titre Un crime dans la neige, Paris, Gallimard, 1941

#### Autre roman non-policier signé Willard Huntington Wright
- The Man of Promise (1916)

### Nouvelles

#### Recueil de nouvelles
- The President Mystery Story (1935), court roman de S.S. Van Dine, suivi de nouvelles d'autres auteurs

#### Nouvelles isolées
- The Scarlet Nemesis (1929)
- A Murder in a Witches' Cauldron (1929)
- The Man in the Blue Overcoat (1929)
- Poison (1929)
- The Almost Perfect Crime (1929)
- The Inconvenient Husband (1929)
- The Bonmartini Murder Case (1929)
- Fool! (1930)
- The Closed Arena (1930)
- The Crime of Constance Kent (1931)
- Germany's Mistress of Crime (1943), œuvre posthume Publié en français sous le titre La Maîtresse allemande du crime, dans Meurtres pour de vrai, Paris, Gallimard, Série Noire no 2344, 1994

#### Nouvelles signées Willard Huntington Wright
- No Story at All (1906)
- Voices of the Summertime (1906)
- Obsession (1907)

#### Nouvelles signées Albert Otis
- The Wise Guy (1916)
- Full O'Larceny (1916)
- The King's Coup (1916)
- Chivalry (1916)
- The Moon of the East (1916)
- The Scandal of the Louvre (1916)
- A Deal in Contreband (1916)
- An Eye for an Eye (1916)

### Poèmes signés Willard Huntington Wright
- April Song (1913)
- Later (1913)
- The Night Romance of Europe: Vienna (1913)
- Dedication (1913)
- The Night Romance of Europe: London (1913)
- Song Against Woman (1913)
- Villanelle of Vision (1914)

### Autres publications signées Willard Huntington Wright
- Europe after 8:15 (1914), en collaboration avec H. L. Mencken et George Jean Nathan
- Modern Painting: Its Tendency and Meaning (1915)
- What Nietzsche Taught (1915)
- The Creative Will: Studies in the Philosophy and Syntax of Aesthetics (1916)
- The Forum Exhibition of Modern American Painters, March 1913 to March 1915 (1916)
- Informing a Nation (1917)
- Misinforming a Nation (1917)
- The Future of Painting (1923)

## Filmographie
Note: La liste ci-dessous n'inclut que les films où S.S. Van Dine a collaboré au scénario.

### Longs métrages
- 1929 : The Canary Murder Case, film de Malcolm St. Clair, avec Louise Brooks, William Powell et Jean Arthur

### Courts métrages de la sérieDrCrabtree et Inspecteur Carr
- 1931 : The Clyde Mystery
- 1931 : The Wall Street Mystery (1931)
- 1931 : The Week End Mystery (1931)
- 1932 : The Symphony Murder Mystery (1932)
- 1932 : The Studio Murder Mystery (1932)
- 1932 : The Skull Murder Mystery (1932)
- 1932 : The Cole Case (1932)
- 1932 : Murder in the Pullman (1932)
- 1932 : The Side Show Mystery (1932)
- 1932 : The Crane Poison Case (1932)
- 1932 : The Campus Mystery (1932)
- 1932 : The Trans-Atlantic Mystery (1932)

## Dans la culture populaire
Dans le visual novel Umineko no naku koro ni chiru, Willard H. Wright intervient dans le septième épisode afin de donner une explication au massacre de Rokkenjima.